# Чарлз Стърт
Вижте пояснителната страница за други личности с името Стърт.
Чарлз Нейпир Стърт (на английски: Charles Nepier Sturt) е английски пътешественик и колониален деятел, изследовател на Австралия.

## Произход и младежки години (1795 – 1827)
Роден е на 28 април 1795 г. в Бенгалия, Индия, най-големият от осемте сина от общо 13-те деца в семейството на Томас Стърт, съдия в Британската остиндийска компания. На 5-годишна възраст е изпратен да се образова в Англия. След завършване на средното си образование, поради липса на финанси, не може да се запише в университет и в началото на септември 1813 г. постъпва в Британската армия. Служи на Пиренеите в края на Полуостровната война (1807 – 1814), воюва срещу американците в Канада и се завръща в Европа няколко дни след битката при Ватерлоо (1815). Следващите три години прекарва с армията в окупирана Франция, а през 1818 г. е изпратен със своя полк в Ирландия.
На 7 април 1823 г. е обявен за лейтенант, а на 15 декември 1825 г. получава чин капитан. През 1827 г. е назначен в конвой, който съпровожда каторжници в Нов Южен Уелс, Австралия. След пристигането си в Сидни Стърт е очарован от природата и климата на страната и подава молба до губернатора на Нов Южен Уелс Ралф Дарлинг да бъде оставен на служба в Австралия. Молбата му е удовлетворена и той е зачислен с чин майор в местната полиция и назначен като военен съветник в правителството на щата. В Сидни Стърт се сприятелява с други „местни“ пътешественици – Джон Оксли, Алън Кънингам и Хамилтън Юм.

## Експедиционна дейност (1828 – 1846)
От 1828 до 1846 г. провежда три експедиции и изследва обширни пространства от Южна Австралия.

### Първа експедиция (1828 – 1829)
На 10 ноември 1828 г., заедно с Хамилтън Юм, двама войника и осем освободени каторжници, тръгва от Сидни. Пресича Големия Вододелен хребет, спуска се по река Маккуори (ляв приток на Дарлинг) и на 1 януари 1829 г., на запад от реката и успоредно на нея, открива река Боган (ляв приток на Дарлинг). Спуска се по нея и открива река, която кръщава в чест губернатора на Нов Южен Уелс – Дарлинг (2740 км, десен приток на Мъри).

### Втора експедиция (1829 – 1830)
В края на 1829 г., отново заедно с Хамилтън Юм, пресича Големия Вододелен хребет, но този път на югозапад от Сидни. Достига до откритата от него на 7 януари 1830 г. река Марамбиджи (2172 км) и по нея за една седмица се спуска до река Мъри (открита вторично от него). Продължава надолу по реката и на 23 януари, на 37°07′ ю. ш. 141°54′ и. д. / 37.116667° ю. ш. 141.9° и. д., открива устието на река Дарлинг. На 9 февруари се спуска до устието на Мъри в езерото Александрина и през май 1830 г., след като изминава 1700 мили нагоре по теченията на Мъри и Марамбиджи, се завръща в Сидни.
Така в резултат на двете пътешествия на Стърт е открита и в общи линии изследвана речната система на Мъри и на цяла Югоизточна Австралия като цяло. Той доказва, че по западните склонове на Австралийските Алпи текат реки-хамелеони, пълноводни в дъждовни години и сезони или изцяло изчезващи по време на засушавания. Той изследва територия по площ два пъти превишаваща Англия и установява, че значителна част от нея е напълно пригодна за заселване и земеделие. Двете си пътешествия Стърт описва в издадената от него в Лондон през 1833 г. книга „Two expeditions into the interior of Southern Australia during 1828, 1829, 1830 and 1831“ (I-II, London, 1833).
През септември 1834 г. Стърт напуска Австралия и две години пребивава в Англия. През 1836 г. се основава колонията Южна Австралия и Стърт е назначен за главен инспектор на колонията в Аделаида. Основната му дейност се състои в съставяне на описания на новите територии с цел икономически възможности за прииждащите заселници.
През 1838 г. изследва течението на Мъри от устието на левия ѝ приток река Мита-Мита до устието на Марамбиджи.

### Първи опит за пресичане на Австралия (1844 – 1846)
В началото на 40-те години на ХІХ в. Стърт разработва план за пътешествие във вътрешността на континента. Той изхожда от предположения, че в тази част на Австралия има прясна вода. До този извод Стърт стига, като наблюдава птиците, които лятно време извършват миграция от южните райони на Австралия на север, в нейните централни части. Той счита, че някъде в средата на континента, около Южния тропик, има плодородни земи и голямо вътрешно езеро.
В началото на 1844 г. Стърт пристъпва към организирането на правителствена експедиция, целта на която е пресичането на Австралия от юг на север и блестящо се подготвя за трудното пътешествие. Основната цел обаче е откриването на нови пасища във вътрешността на континента за бурно развиващото се животновъдство в новата колония. В експедицията участват дванадесет души с три фургона. Взети са двеста овце, единадесет коня, тридесет бика, много хранителни припаси и вода. В експедицията участва известният по-късно с изследванията си в Австралия Джон Макдоъл Стюарт.
През август 1844 г. експедицията тръгва от Аделаида на североизток, пресича хребета Лофти (934 м) и навлиза в басейна на Мъри. Изкачва се по Дарлинг до езерото Менинди (32°21′ ю. ш. 142°20′ и. д. / 32.35° ю. ш. 142.333333° и. д.) и оттам продължава на северозапад. През януари 1845 г. пресича Бариерния хребет (474 м), където след 40 години е открито най-голямото находище на оловно-цинкови руди в света Броукън Хил и покрай западните му склонове се насочва на север. Там Стърт открива камениста пустош, където загиват няколко души от отряда. На 30°49′ ю. ш. 139°48′ и. д. / 30.816667° ю. ш. 139.8° и. д. открива езерото Фрум, продължава на североизток и достига до „класически“ пясъчни пустини със съвършено голи дюни и бархани. В тази част на Австралия, на 29º ю.ш., открива южната част на хребета Грей. През януари 1845 е открит оазиса с прясна вода Роки Глен и експедицията прекарва там до края на юли 1845. Оттам продължава на северозапад и открива пресъхващата река Стшелецки крийк. Между нея и река Купърс крийк (около 1400 км, също открита от него) открива каменната пустиня Стърт. На 8 септември достига до 24º 40` ю.ш. в централната част на пустинята Симпсън. Поради недостиг на питейна вода експедицията поема обратно, в средата на ноември се добира до оазиса Роки Глен, след още 270 мили до река Дарлинг и на 19 януари 1846 Стърт и неговите спътници се завръщат в Аделаида.
Рейдът на Стърт в Централна Австралия е велик географски подвиг, но резултатите от експедицията му предизвикват голямо разочарование. Става съвършено очевидно, че в централната част на континента няма нито пресни езера, нито земи, пригодни за пасища. Стърт открива огромна пустиня, знойна като Сахара, но още по-безплодна и още по-недостъпна.

## Следващи години (1846 – 1869)
През 1847 г. Стърт заминава за Англия, където за заслугите си по опознаването на Австралия през ноември е награден със златен медал от Кралското географско дружество. През 1849 г. издава втората си книга, посветена на пътешествието му до Централна Австралия – „Narrative of an expedition into Central Australia, performed during the years 1844, 45, 46“ (I-II, London, 1849), която с право се счита за едно от най-хубавите географски произведения на ХІХ в.
В края на 1849 г. Стърт отново се връща в Аделаида и заема държавна служба в колониалната администрация. От 1853 до 1856 г. пребивава отново в Англия, когато е назначен за губернатор на щата Виктория, но той не заема този пост. Същата година е назначен за губернатор на щата Куинсланд и той приема.
През 1860 г. Стърт получава известие за гибелта на един от тримата му сина в Индия и това сериозно се отразява на здравословното му състояние. През 1863 г. напуска губернаторския пост в Куинсланд и се връща в Англия. Там той живее в Челтнъм още шест години и умира 16 юни 1869 г. на 74-годишна възраст.

## Памет
Неговото име носят:
- връх Стърт (29°33′ ю. ш. 141°42′ и. д. / 29.55° ю. ш. 141.7° и. д.), в щата Нов Южен Уелс;
- град Стърт (35°01′ ю. ш. 138°33′ и. д. / 35.016667° ю. ш. 138.55° и. д.), в щата Южна Австралия, предградие на Аделейд;
- залив Стърт (35°08′ ю. ш. 137°27′ и. д. / 35.133333° ю. ш. 137.45° и. д.), на Индийския океан, на южното крайбрежие на Австралия;
- камениста пустиня Стърт (27° ю. ш. 140° и. д. / 27° ю. ш. 140° и. д.), в щата Южна Австралия;
- квартал Чарлз Стърт (34°53′ ю. ш. 138°31′ и. д. / 34.883333° ю. ш. 138.516667° и. д.), на град Аделейд, Южна Австралия;
- река Стърт Крийк, в Северозападна Австралия, вливаща се в езерото Грегъри (20°12′ ю. ш. 127°27′ и. д. / 20.2° ю. ш. 127.45° и. д.);
- федерален университет „Чарлз Стърт“, в столицата Канбера;
- шосе Стърт, в Югоизточна Австралия, 947 км, свързващо Сидни и Аделейд.